# Monte Sir Wilfrid Laurier
Il Monte Sir Wilfrid Laurier è una montagna appartenente alla catena dei Monti Premier appartenenti alle Montagne Cariboo, situate nel centro-est della provincia canadese della Columbia Britannica.
La montagna, alta 3.516 metri, è la più elevata dei Monti Premier.
È stata scalata la prima volta nel 1924 ad opera di Alan Carpe, Rollin Chamberlin e A. Withers.
Il nome onora il settimo Primo Ministro del Canada, Sir Wilfrid Laurier, che morì nel 1919. È stata una delle prime montagne della catena dei monti Premier ad essere intitolata ad un Primo Ministro, avvenuto il 6 settembre 1927.